# Tupelovité
Tupelovité (Nyssaceae) je čeleď vyšších dvouděložných rostlin z řádu dřínotvaré. Jsou to keře a stromy s jednoduchými listy a čtyř nebo pětičetnými květy v různorodých květenstvích. Plodem je peckovice. Čeleď zahrnuje 37 druhů v 5 rodech. Je rozšířena zejména v Asii, několik druhů rodu tupela roste i v Americe.
Davidie listenová je občas pěstována jako zajímavě kvetoucí parkový strom. Pěstuje se i tupela lesní, vyznačující se nápadným podzimním zbarvením.

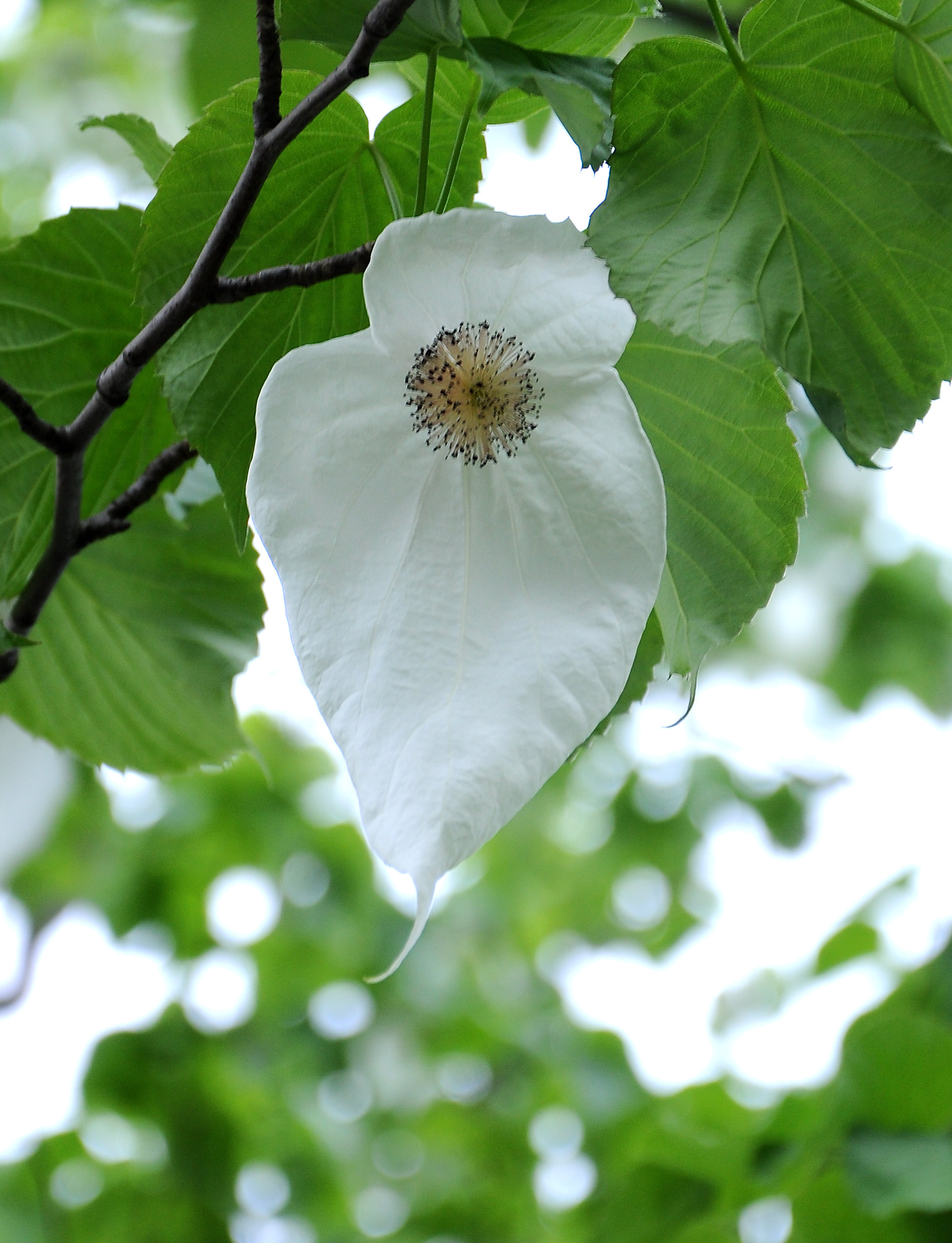
Květenství davidie listenové

## Popis
Zástupci čeledi tupelovité jsou opadavé nebo stálezelené keře a stromy. Listy jsou jednoduché, střídavé nebo vstřícné, tenké nebo kožovité, řapíkaté, bez palistů, se zpeřenou žilnatinou. Květy jsou jedno nebo oboupohlavné, pravidelné, čtyř nebo pětičetné, uspořádané v hlávkách, hroznech, okolících, latách nebo vrcholících, případně jednotlivé. Kalich je srostlý, zakončený zoubky nebo laloky. Korunní lístky jsou volné, u některých zástupců koruna chybí. Tyčinek je různý počet (od 4 po 10 nebo i více). Semeník je spodní a obsahuje 1 až 8 komůrek. V každé komůrce je jediné vajíčko. Plodem je tvrdá nebo dužnatá peckovice. Počet semen odpovídá počtu plodolistů.

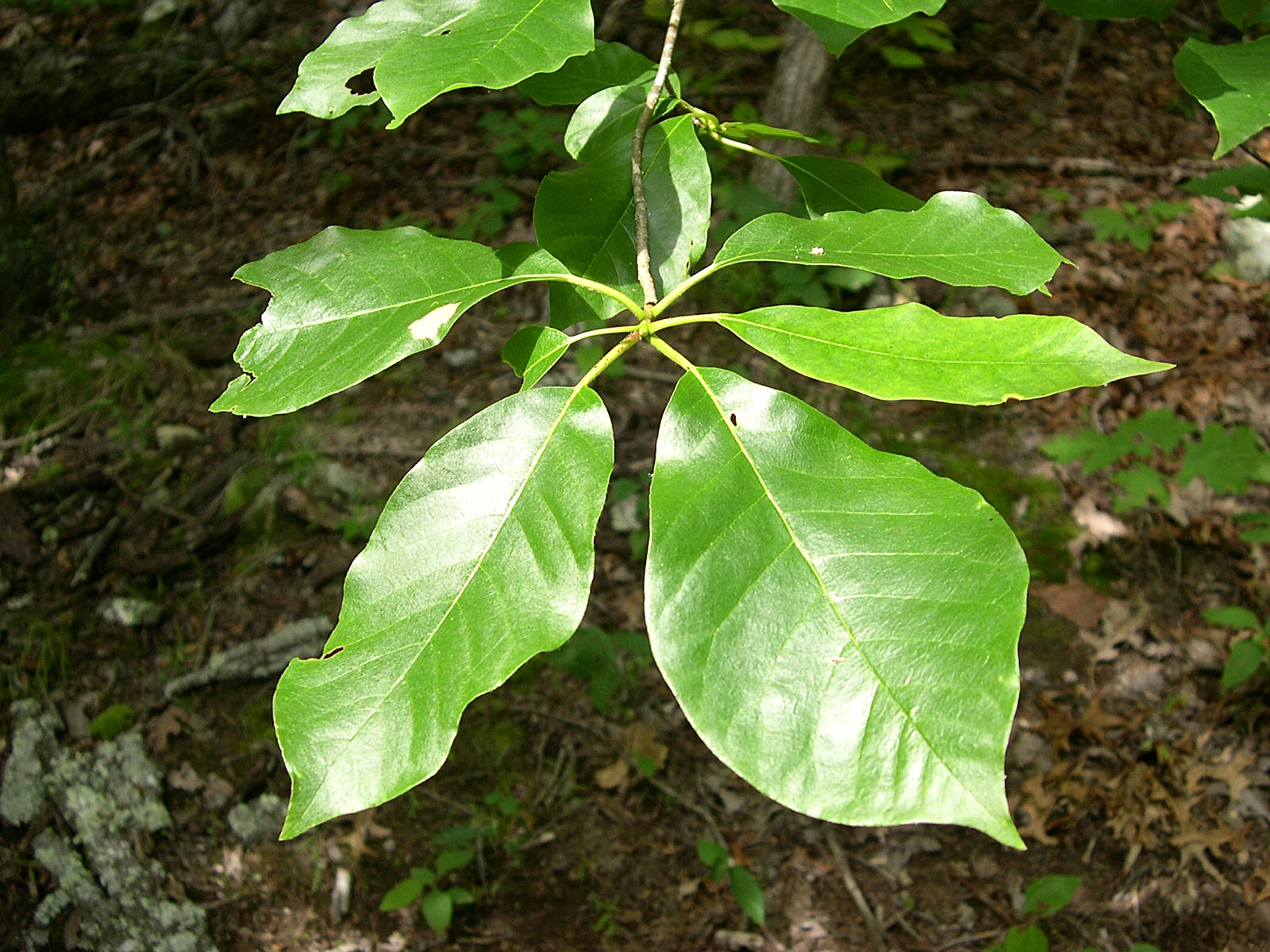
Větévka tupely lesní
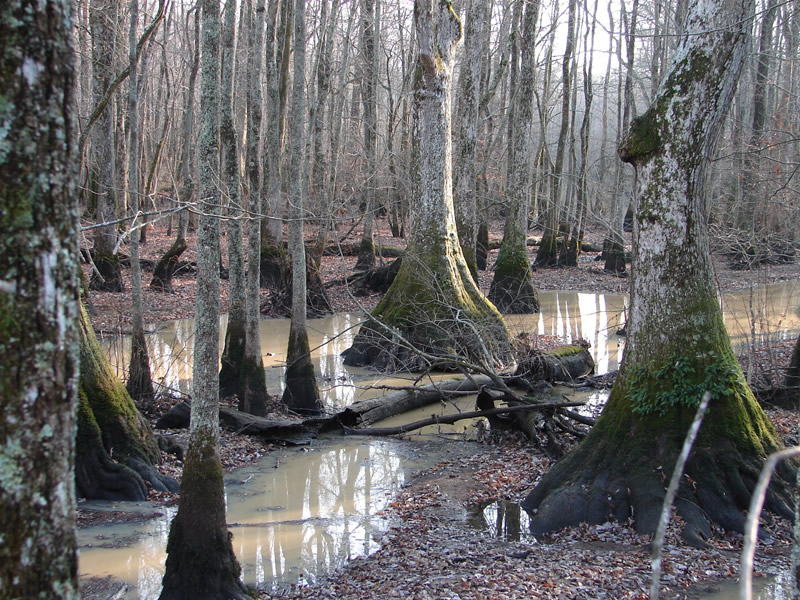
Porost tupely vodní (Nyssa aquatica)
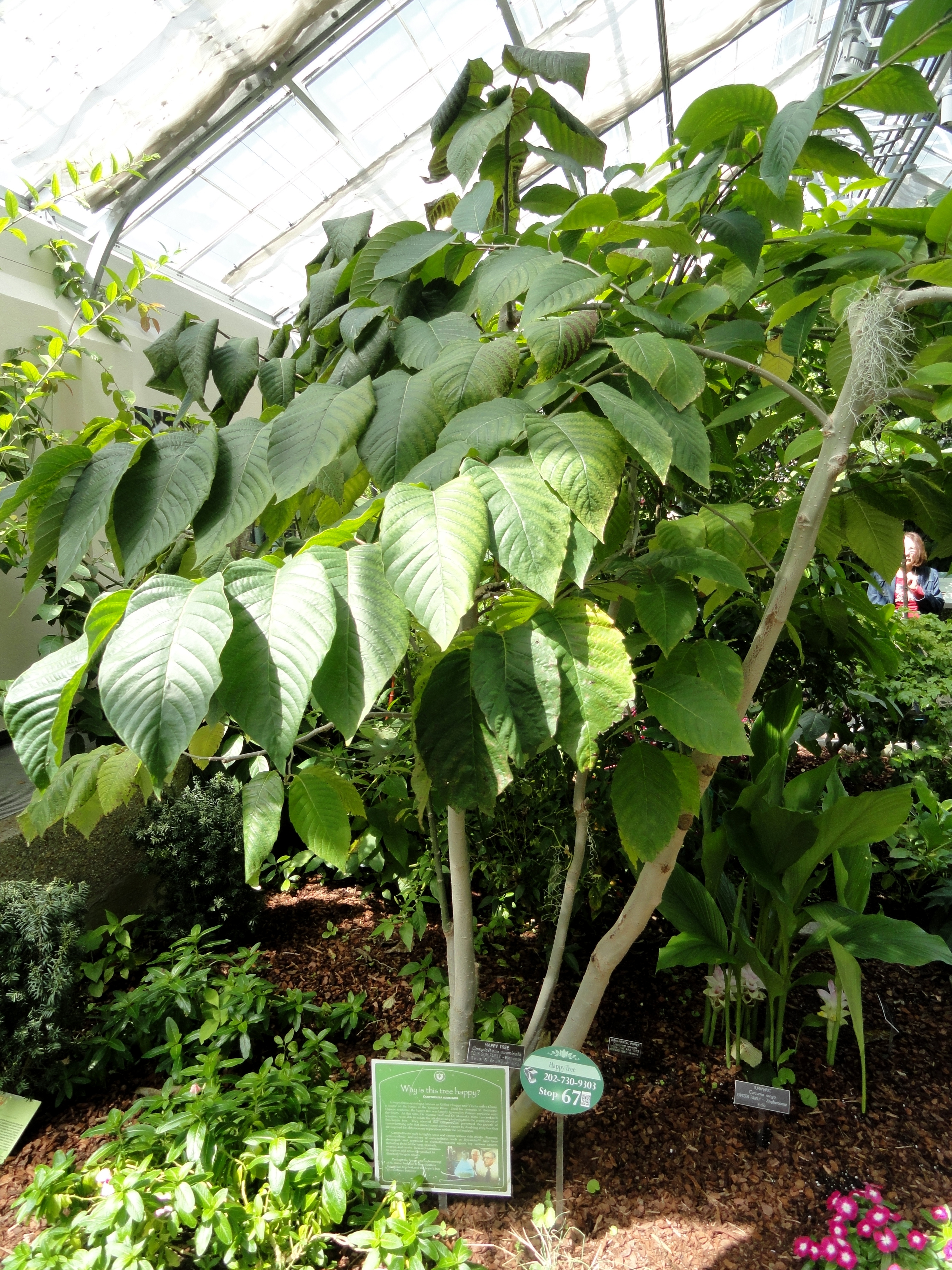
Camptotheca acuminata
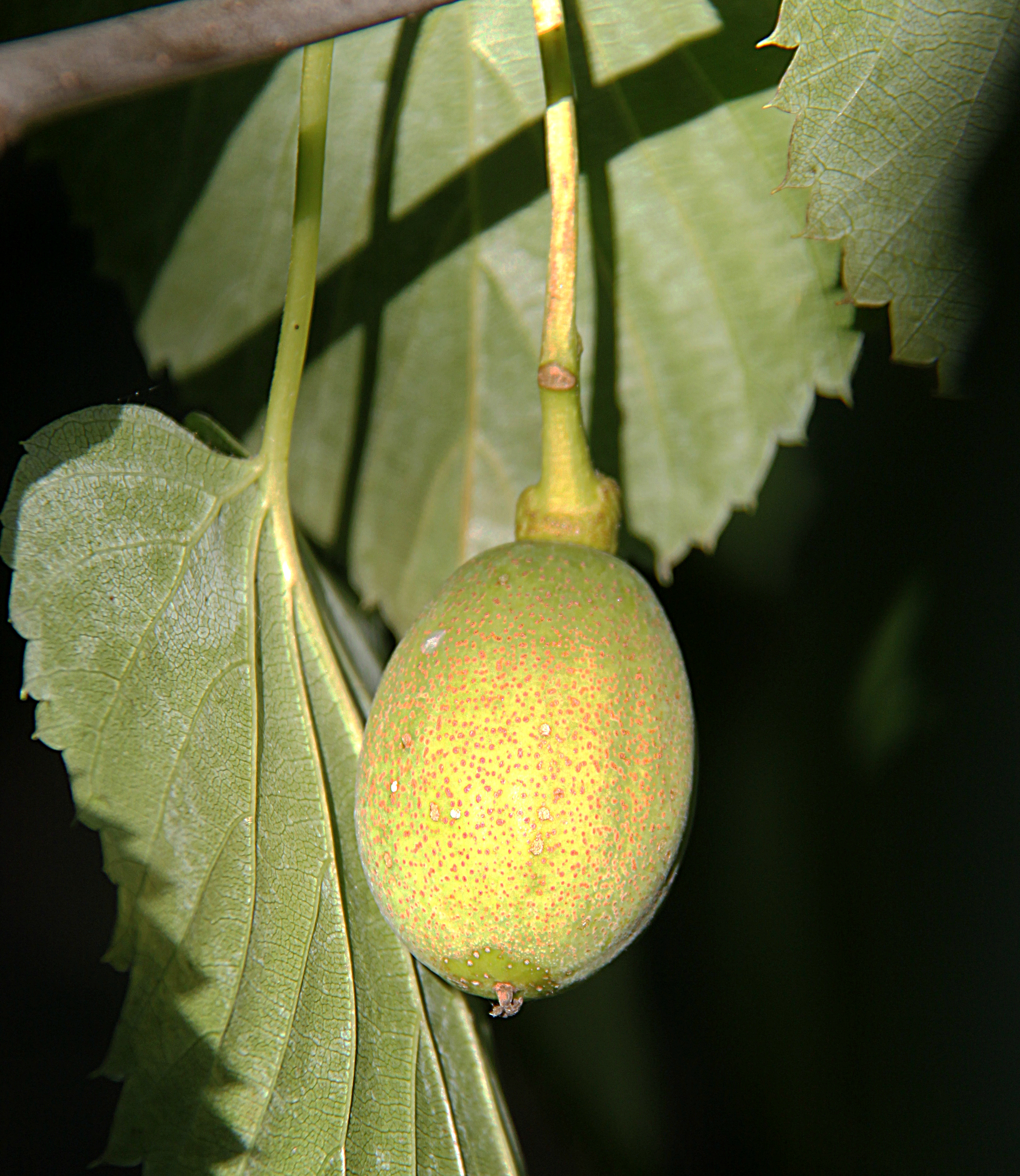
Plod davidie listenové

## Rozšíření
Čeleď tupelovité zahrnuje v současném pojetí 37 druhů v 5 rodech. Je rozšířena v temperátní i tropické Asii a Severní a Střední Americe. Největší rod je Mastixia, rozšířený v počtu 25 druhů v Asii od Indie a Číny po Tichomoří. Rod tupela (Nyssa) zahrnuje 12 druhů a jako jediný se vyskytuje i v Americe.

## Taxonomie
Stávající pojetí čeledi Nyssaceae se objevilo v systému APG IV, vydaném v roce 2016. V předchozích verzích systému APG byly všechny rody této čeledi řazeny do široce pojaté čeledi Cornaceae. Výsledky molekulárních studií však ukazují, že navzdory morfologické podobnosti není takto široce pojatá čeleď Cornaceae monofyletická a zástupci Nyssaceae jsou příbuznější čeledím Hydrangeaceae a Loasaceae než Cornaceae.

## Zástupci
- davidie (Davidia)
- kamptotéka (Camptotheca)
- tupela (Nyssa)[5]

## Význam
Davidie listenová je v České republice pěstována jako okrasný strom. Je nápadná zejména svými velkými, bílými, toulcovitými květenstvími. Občas se pěstuje také tupela lesní, severoamerický druh vyznačující se nápadným červeným podzimním zbarvením.

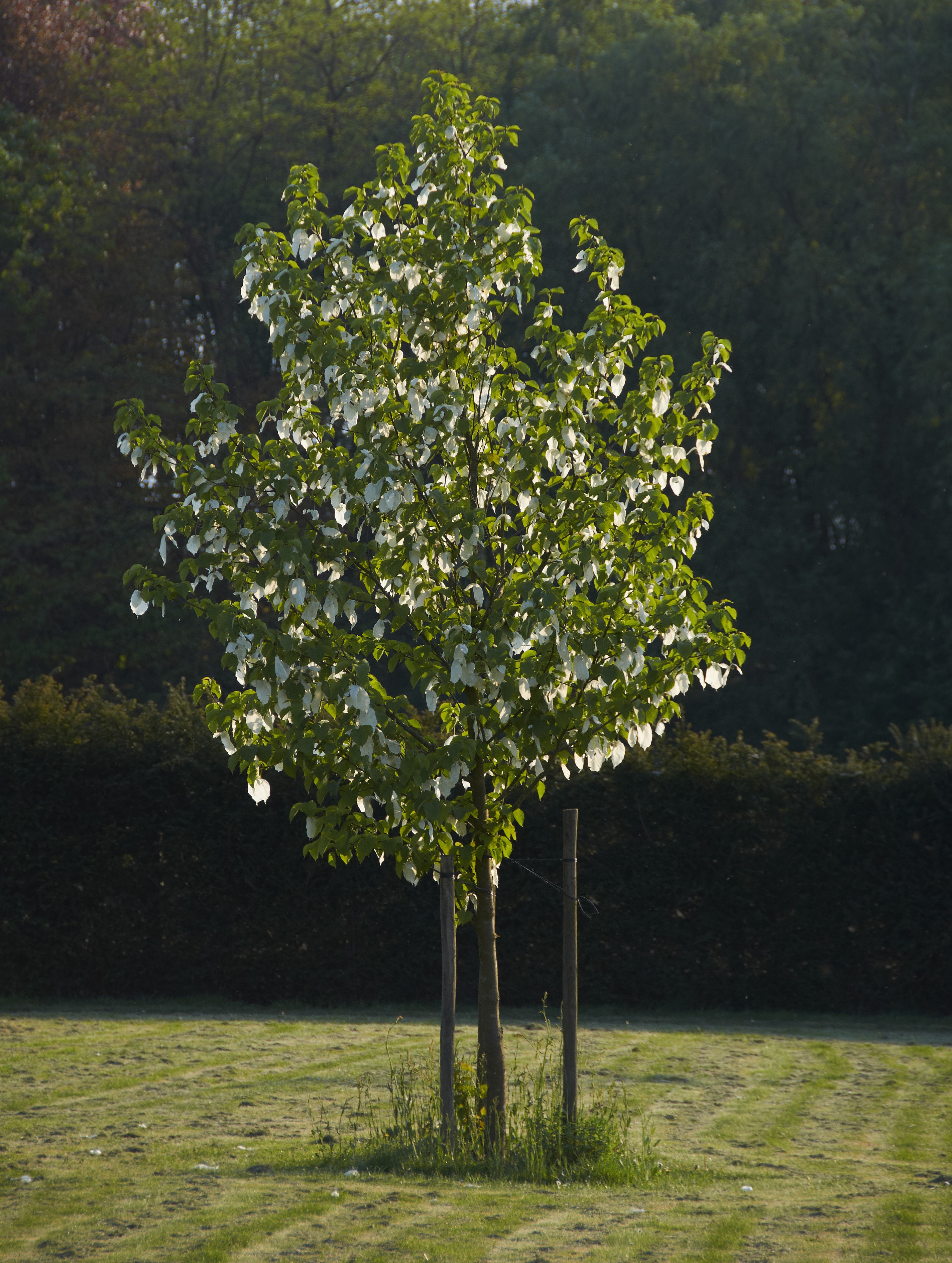
Mladý strom davidie listenové v květu
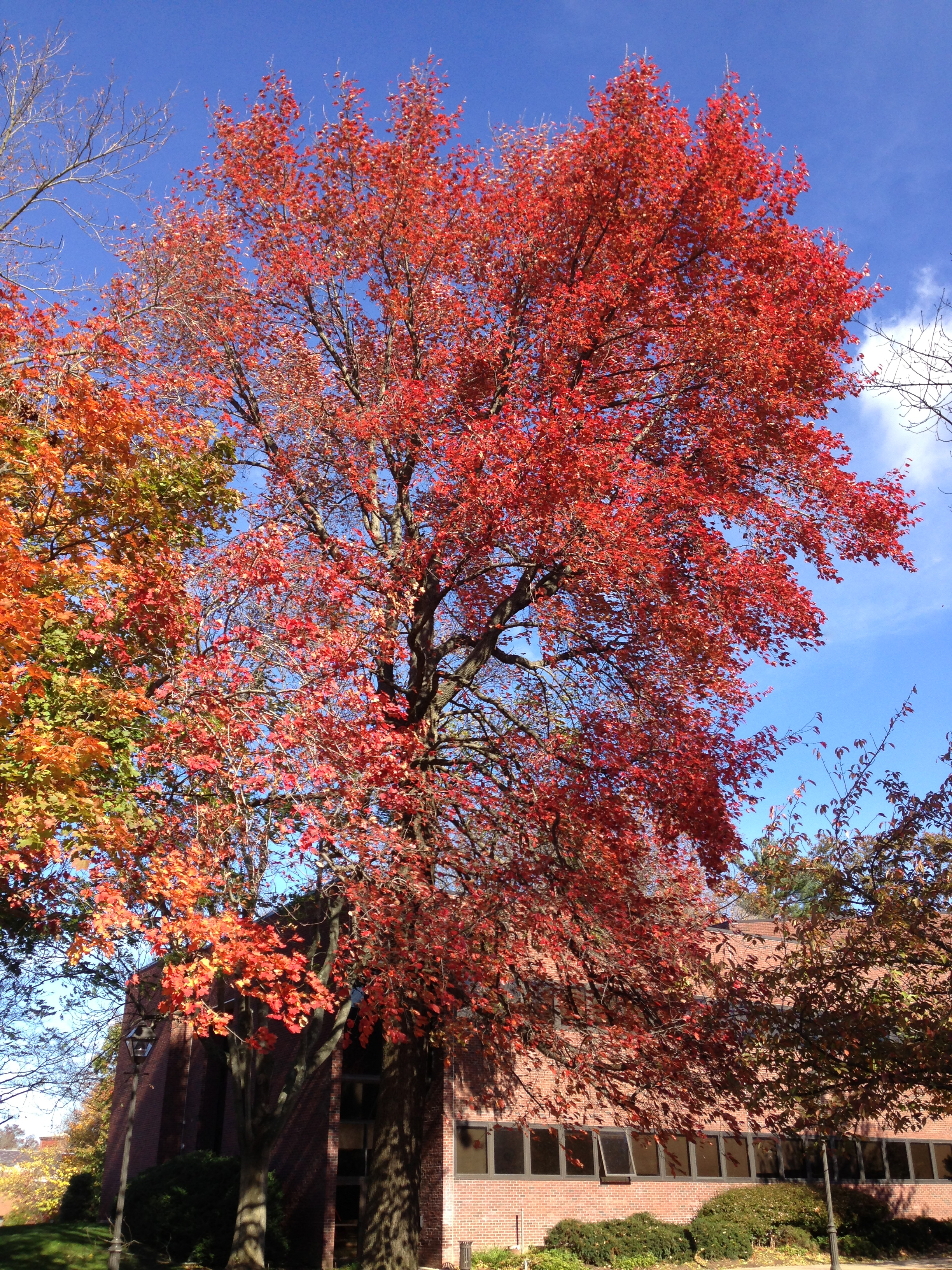
Podzimní zabarvení tupely lesní

## Přehled rodů
Camptotheca, Davidia, Diplopanax, Mastixia, Nyssa